# Bythiospeum hungaricum
Bythiospeum hungaricum е вид коремоного от семейство Hydrobiidae. Видът е уязвим и сериозно застрашен от изчезване.

## Разпространение и местообитание
Разпространен е в Унгария.
Обитава сладководни басейни и реки.